# Роман Павлик (футболіст)
Роман Павлик (чеськ. Roman Pavlík, нар. 17 січня 1976, Прага) — чеський футболіст, воротар.

## Ігрова кар'єра
У дорослому футболі дебютував 1995 року виступами за нижчолігову команду «Дропа» (Стржижков), якій віддав дев'ять років своєї спортивної кар'єри. 2004 року став гравцем друголігового «Богеміанс 1905», а ще за два роки, у 2006, 30-річний футболіст уперше вийшов на поле в матчах елітної ліги Чехія, попередньо прієднавшись до складу клубу «Кладно». В команді цього клубу провів чотири сезони, взявши участь у 76 матчах чемпіонату.
До складу клубу «Вікторія» (Пльзень) приєднався 2010 року. Всього відіграв за пльзенську команду 35 матчів в національному чемпіонаті. Він покинув команду в липні 2016 року і завершив кар'єру гравця.

## Титули і досягнення
- Чемпіон Чехії (4):

«Вікторія» (Пльзень): 2010/11, 2012/13, 2014/15, 2015/16
- Володар Суперкубка Чехії (2):

«Вікторія» (Пльзень): 2011, 2015